# Isca Dumnoniorum
Isca Dumnoniorum – rzymska twierdza w Brytanii, nad rzeką Exe, w miejscu dzisiejszego miasta Exeter.
Wojska rzymskie przybyły w okolice dzisiejszego Exeter w 49 r. n.e. Istniała w tym miejscu celtycka osada Caerwysc plemienia Dumnonii. Po jego zdobyciu zmieniono nazwę na Isca Dumnoniorum. Nazwa pochodzi od celtyckiego słowa Eisca, oznaczającego "rzekę pełną ryb" lub, według innych źródeł, po prostu "woda".
Isca Dumnoniorum była południowo-zachodnim krańcem drogi Fosse Way do Lincoln. Stacjonował w niej Legio II Augusta, zanim został przeniesiony do Caerleon lub Gloucester.